# ゲオルク・エーレット

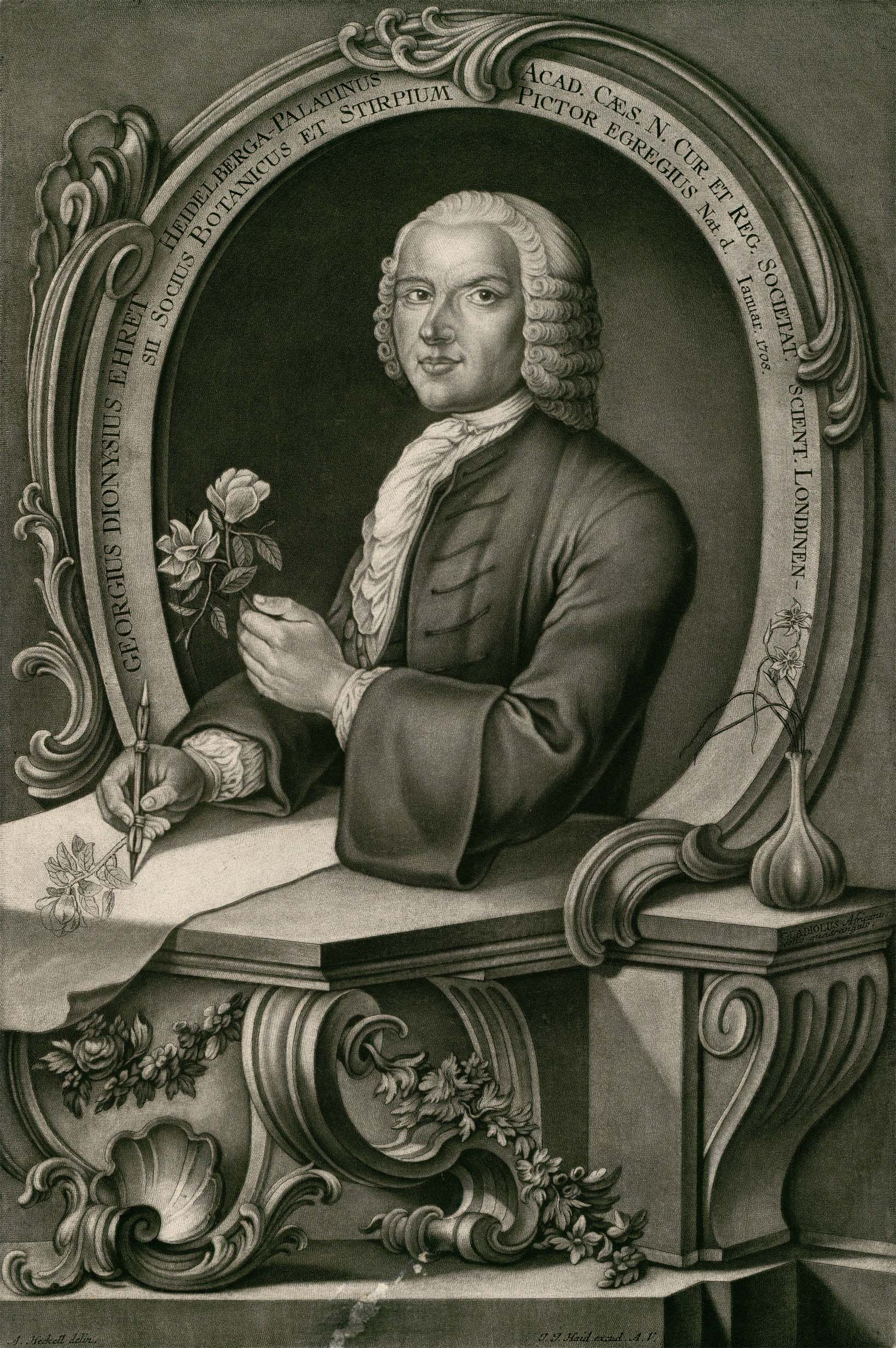
ゲオルク・エーレット

ゲオルク・ディオニシウス・エーレット（Georg Dionysius Ehret, 1708年1月30日 - 1770年9月9日）は、ドイツの植物画家、植物学者、昆虫学者である。

## 生涯
ハイデルベルクで生まれた。父親の死後、母親がハイデルベルク選帝侯の庭師と再婚したことから、ハイデルベルクの近くに庭師の見習いになった。ヨハン・ヴィルヘルム・ヴァインマンと知り合い、ヴァインマンの『花譜』の図版も一部描いたが、報酬の支払いを巡ってヴァインマンと仲たがいし、イギリスへ移住して活動をはじめ、ヨーロッパで有名な植物画家の1人に数えられるようになった。1735年から1736年の間に、博物学者のカール・フォン・リンネとオランダの銀行家でオランダ東インド会社のジョージ・クリフォード3世に雇われて最初の博物画を描いた。ハールレムの南のクリフォードの屋敷でリンネの『クリフォート邸植物』（Hortus. Cliffortianus, 1738年）の図版を描いた。これは初期の植物画の傑作とされている。1757年にロンドン王立協会のフェローに選出された。
エーレットの原画は、ロンドン自然史博物館やキュー植物園、王立協会やエアランゲン大学博物館に保存されている。

## 作品
- Methodus plantarum sexualis (1736)
- Hortus nitidissimis (in 3 volumes, 1750-1786)
- The Natural History of Barbados,, Griffith Hughes, 1750.
- Plantae et papiliones rariores. (1748-1759)：18の図版をエーレットが自ら版を刻み彩色した。植物と蝶をくみあわせた構図が多い。
- クリストフ・ヤーコブ・トロゥーの"Plantae selectae"の図版
- Illustrations for Hortus Kewensis by William Aiton (in 3 volumes, 1789)
- Illustrations for Patrick Browne's spectacular The Civil and Natural History of Jamaica in three parts published in 1756.

## 作品の画像

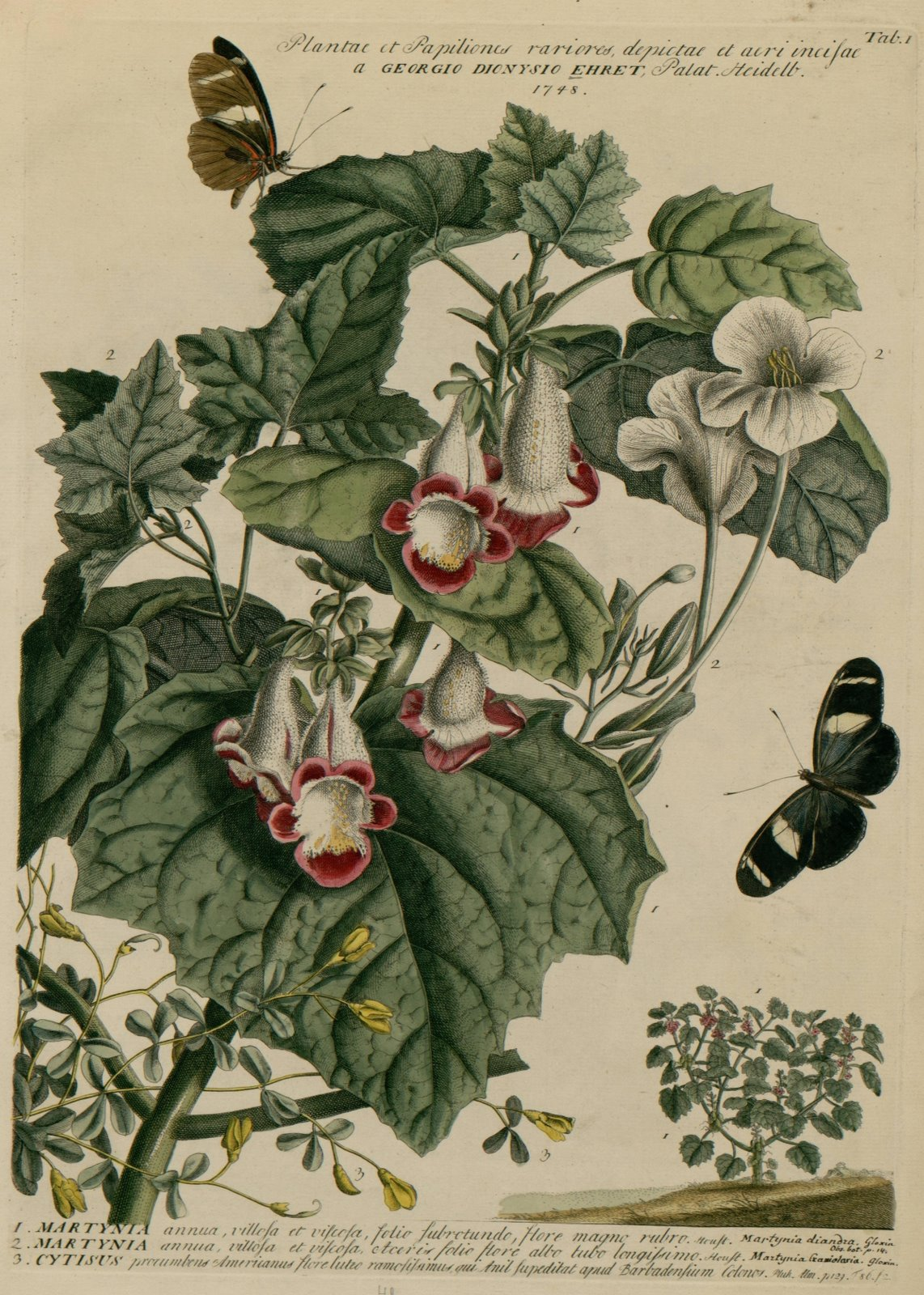
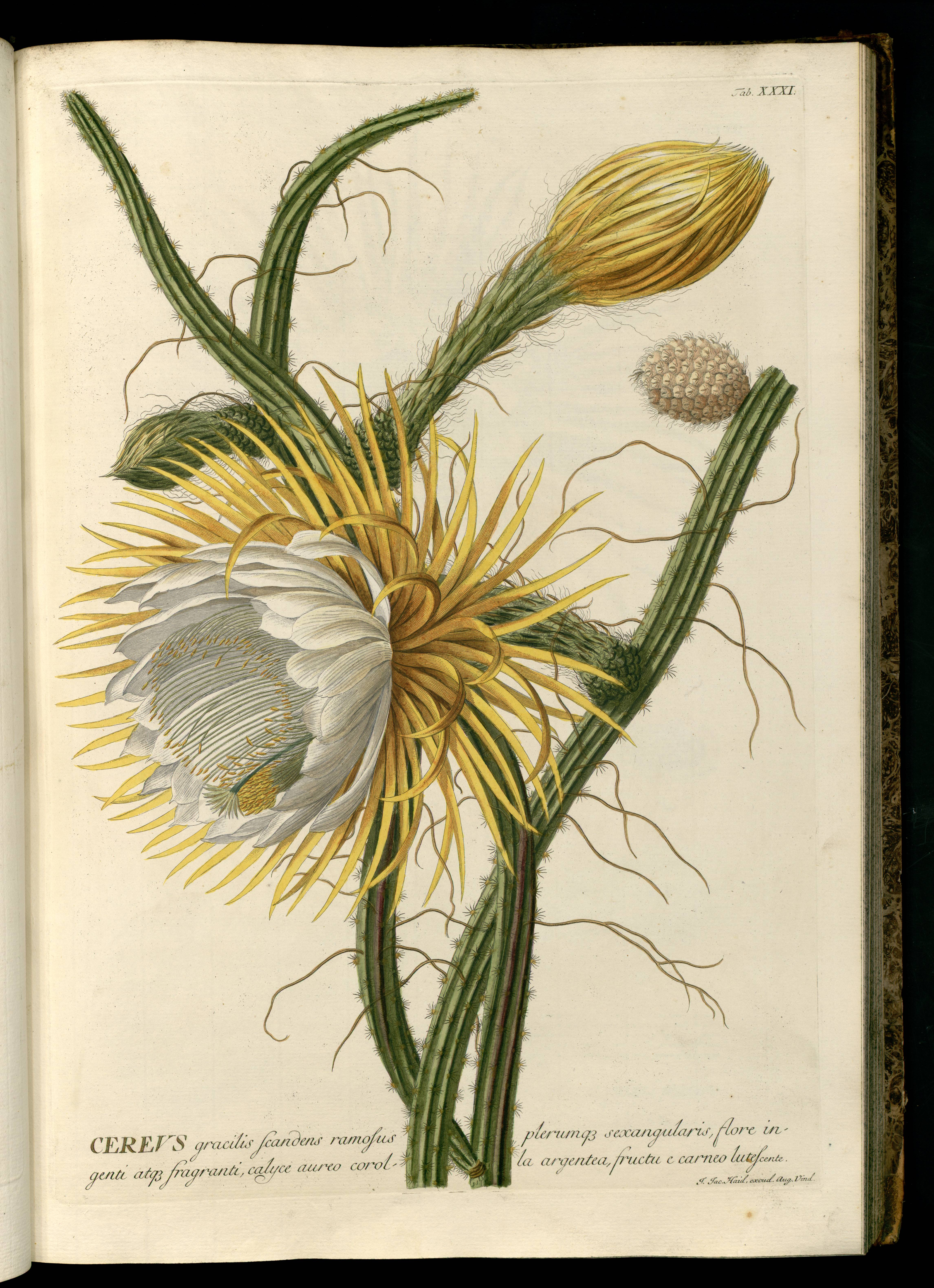
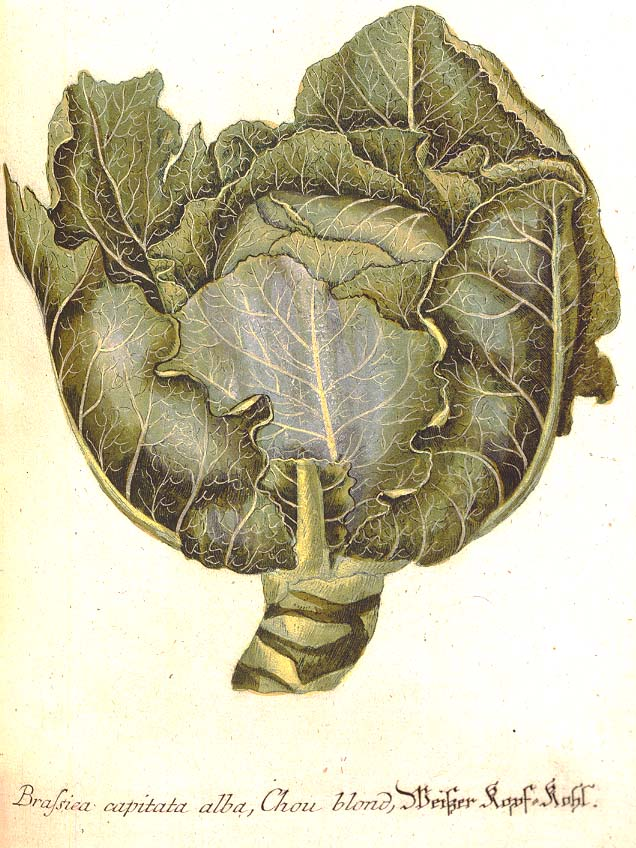
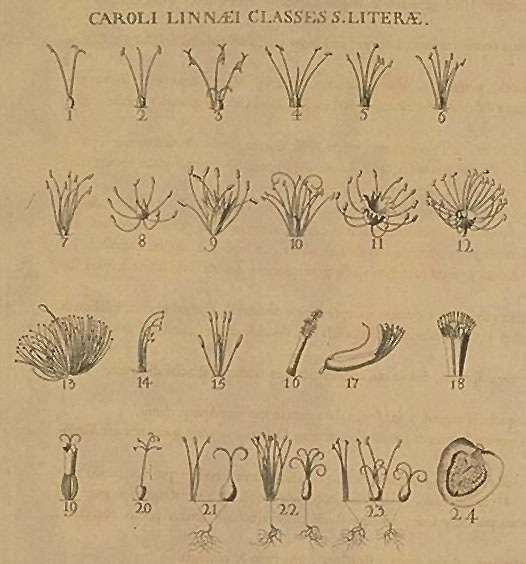
リンネの分類図